# Manono (otok)
Manono je jedan od samoanskih otoka, nalazi se u tjesnacu Apolima, koji se nalazi između glavnih otoka Savai'i i Upolu, 3,4 km ZSZ od Lefatu Cape rta, najzapadnije točke Upolua.
Postoje četiri sela na otoku s ukupno 889 stanovnika (prema popisu iz 2006.). Struja je na otok uvedena tek 1995. godine, a na otoku se nalazi i nekoliko trgovina te smještaja za turiste. Putovanje brodom od otoka Upolu do Manonoa traje oko 20 minuta. Susjedni otok je otok Apolima. Otok Manono je dio političkog okruga Aiga-i-le-Tai. Od četiri naseljena otoka Samoe, Manono ima populaciju treću po veličini, nakon mnogo većih otoka Upolu i Savai'i. Na otoku nema automobila ili ceste. Glavni prolaz je staza koja prati obalu. Psi i konji su zabranjeni iz razloga zaštite okoliša.
U ranom 19. stoljeću, otok je ponekad naziva ravan otok. Tijekom 1800-ih, otok Manono bio je uporište za Metodističku crkve i njihove rane misije na Samoi. 

## Sela
Manonou pripadaju četiri sela, u zagradama se nalazi broj stanovnika:
- Apal, zapad (111)
- Faleu, jug (354)
- Lepuia'i, jugozapad (223)
- Salua, sjever (201)